# 한계미
한계미(韓繼美, 1421년 ~ 1471년)는 조선 전기의 문신이다. 본관은 청주(淸州)으로 자(字)는 공보(公甫), 시호는 문양(文襄)이다. 한상경의 증손이고, 한계희, 한계순과 형제간이었으며 한명회와도 일족을 구성했다. 그리고 정희왕후의 인척이었으며 윤사분, 윤사흔과도 인척이었다.

## 생애
세종 때 음보로 기용되어서 진무가 되었고 충의위사용, 부사직, 감찰, 진주판관, 형조좌랑, 군자판관을 거쳐서 세조 즉위 후 사복시소윤으로 승진했다. 그 뒤 익대공신 3등에 책록되었다. 그러다가 동부승지로 당상관에 오른 뒤에 우부승지, 좌부승지, 우승지를 두루 지냈고 이후 호조참판으로 승진했다. 그 뒤에는 형조참판을 지냈고 잠시 중추원부사로 물러났다가 이조판서에 임명되었다. 그 뒤에는 평안도절도사로 외직에 나가 있다가 다시 우찬성으로 승진했고 이후에 겸이조판서가 되었다. 그리고 도총관도 겸했다. 이후 익대공신에도 책록되었고 성종 때는 좌리공신에도 책록되었다.

## 가족 관계
정희왕후와 인척이었으며 한명회와는 재종간이었고 한계희, 한계순과는 형제관계였다. 윤사분, 윤사흔과도 인척관계였다. 그리고 한치형과 인수대비와도 일족을 구성했다.